# Сумбэр
Сумбэр (монг. Сүмбэр) — сомон аймака Говь-Сумбэр, Монголия.
Центр сомона Чойр одновременно является административным центром аймака. Он находится в 212 километрах к юго-востоку от столицы страны — Улан-Батора.
Есть школа, больница, дома отдыха, объекты сферы обслуживания. Работают железнодорожная станция, теплостанция, автобаза, нефтебаза.

## География
На территории сомона возвышаются горы Оцол Сансар (1696 метров), Их Сансар (1682 м), Их Уул (1444 м) и др. Протекает река Хэрлэн, есть много солёных озёр. Водятся волки, лисы, корсаки, зайцы, аргали, дикие козы.
Климат резко континентальный. Средняя температура января - -19-22°C, июля - +20°C, среднегодовая норма осадков - 170-250 мм.
Имеются запасы каменного угля, шпата, строительного сырья.